# コンスタンティノープル条約 (1736年)
コンスタンティノープル条約（コンスタンティノープルじょうやく、ペルシア語: معاهده استانبول、トルコ語: İstanbul Antlaşması）は1736年9月24日に締結された、オスマン帝国とアフシャール朝ペルシアの講和条約。条約により、1730年から1735年までのオスマン・ペルシア戦争が終結した。

## 背景
オスマン・ペルシア戦争の講和条約として、1732年にアフメト・パシャ条約が締結されたが、オスマン帝国のスルターンマフムト1世はタブリーズの放棄に同意せず、ペルシア軍の指揮官ナーディル・シャーはカフカースを失うことに同意しなかった。ナーディル・シャーは条約締結に同意したシャーのタフマースブ2世を廃位した。

## 戦争
アフメト・パシャ条約の締結直後、ナーディル・シャーはオスマン帝国に宣戦布告してイラクとカフカースに侵攻した。イラクではキルクークなどを占領した後に撃退されたが、カフカースでは成功を収め、オスマン軍は2年内にトビリシからもイェレヴァンからも撤退した。さらにロシア帝国がクリミア・ハン国と右岸ウクライナ侵攻を準備すると（オーストリア・ロシア・トルコ戦争）、オスマン帝国は講和を余儀なくされた。

## 条約の内容
オスマン代表アリー・パシャ（Ali Pasha）とアフシャール代表ミールザー・ムハンマド（Mirza Muhammed）はアフシャール朝領内で交渉をはじめ、まず話し合われた領土割譲はさほど問題にならなかった。しかし、続くコンスタンティノープルでの交渉においてスンナ派とシーア派の承認について話し合われたため、議論が白熱した。最終的に締結された条約の内容は下記の通り。
1. オスマン帝国はナーディル・シャーをペルシアのシャーとして承認する[3]。
2. オスマン帝国はカフカース地域をアフシャール朝に割譲する。
3. オスマン帝国はペルシア人巡礼者によるオスマン領メッカへの巡礼を許可する。

## その後
ペルシアはアフメト・パシャ条約により現イラン西部にあたる地域を、コンスタンティノープル条約によりカフカースを奪回したが、ナーディル・シャーはさらにイラクとアナトリア東部の併合も目指した。彼は1743年に宣戦布告したが今度は成功せず、1746年のケルデン条約で講和した。